# مانوئل دسیکا
مانوئل دسیکا (ایتالیایی: Manuel De Sica؛ ۲۴ فوریه ۱۹۴۹ – ۵ دسامبر ۲۰۱۴) آهنگساز اهل ایتالیا بود.
وی متولد رم و پسر ویتوریو دسیکا و ماریا مرکادر است. نخستین آهنگ فیلم را برای یکی از آثار پدرش به نام مکانی برای عشاق (۱۹۶۸) ساخته‌است. در سال ۲۰۰۵ به نشانهٔ تقدیر از دسیکا، نشان شایستگی از جمهوری ایتالیا به وی اهدا شد.
مانوئل دسیکا بر اثر حمله قلبی در ۵ دسامبر ۲۰۱۴ در سن ۶۵ سالگی در رم درگذشت.

## گزیدهٔ فیلم‌شناسی
- باغ فینزی کوینتینی (۱۹۷۰)
- اسمش را آندره‌آ می‌گذاریم (۱۹۷۲)
- یک تعطیلات کوتاه (۱۹۷۳)
- سفر (۱۹۷۴)
- عروس جوان (۱۹۷۵)
- کاگلیوسترو (۱۹۷۵)
- جنون بورژوازی (۱۹۷۶)
- دربان برهنه (۱۹۷۶)
- اون حرکتی که خیلی دوستش دارم (۱۹۷۶)
- پدر عزیز (۱۹۷۹)
- عاشقان یکشنبه (۱۹۸۰)
- من خوش‌عکسم (۱۹۸۰)
- تعطیلات در آمریکا (۱۹۸۴)
- عشق در نگاه اول (۱۹۸۵)
- معجزه ایتالیایی (۱۹۹۴)
- نجیب و بدجنس (۱۹۹۸)
- عشق بی‌عیب نیست (۲۰۱۲)